# Schwäbisch Gmünd
Schwäbisch Gmünd (in dialetto svevo Gmend) è una città tedesca situata nel land del Baden-Württemberg. Con i suoi 62 325 abitanti risulta, dopo Aalen, il secondo più grande comune del circondario di Ostalb e dell'intera regione del Württemberg orientale. La città è un Große Kreisstadt, un capoluogo sotto distretto di amministrazione. Prima della riforma del 1º gennaio 1973 era il capoluogo del Landkreis chiamato Schwäbisch Gmünd.

## Evoluzione demografica
| Anno | Popolazione |
| ---- | ----------- |
| 1810 | 5.341       |
| 1823 | 5.650       |
| 1843 | 7.152       |
| 1855 | 7.589       |
| 1861 | 8.298       |
| 1871 | 10.739      |
| 1880 | 13.774      |
| 1890 | 16.817      |
| 1900 | 18.699      |

| Anno | Popolazione |
| ---- | ----------- |
| 1910 | 21.312      |
| 1925 | 20.406      |
| 1933 | 20.131      |
| 1939 | 21.940      |
| 1946 | 30.748      |
| 1950 | 33.448      |
| 1961 | 44.587      |
| 1970 | 44.407      |
| 1975 | 56.422      |

| Anno | Popolazione |
| ---- | ----------- |
| 1980 | 56.901      |
| 1987 | 56.754      |
| 1990 | 60.081      |
| 1995 | 63.734      |
| 2000 | 61.946      |
| 2005 | 61.350      |
| 2010 | 59.654      |
| 2015 | 59.840      |

Fonti: 
1. 1 2 3 4 5 6 7 8 9 10 11  Volkszählungsergebnis
2. 1 2 3 4 5  Statistisches Landesamt Baden-Württemberg

## Amministrazione

### Gemellaggi
La città è gemellata con:
- Barnsley
- Antibes
- Faenza dal 2001
- [[File:Template:Naz/HU|class=noviewer|Template:Naz/HU (bandiera)|20x16px]] Székeshehérvár